# 阿特蘭大 (愛達荷州)
阿特蘭大（英語：Atlanta）是位於美國愛達荷州埃爾莫爾縣的一個非建制地區。該地的面積和人口皆未知。

## 地理
阿特蘭大的座標為42°48′06″N 115°07′36″W / 42.80167°N 115.12667°W，而該地的平均海拔高度為1641米（即5383英尺）。